# Neurotrophe Keratopathie
Die neurotrophe Keratopathie (auch neurotrophe Keratitis, Keratopathia neuroparalytica oder Keratitis neuroparalytica), abgekürzt NK, ist eine degenerative Erkrankung der Hornhaut des Auges. Sie wird durch eine Schädigung des Nervus trigeminus verursacht, die einen Verlust der Hornhautsensibilität, die Entwicklung spontaner Verletzungen des Hornhautepithels sowie eine Beeinträchtigung des Heilungsvermögens nach sich ziehen kann. Dadurch kann es zur Entwicklung von Geschwüren, aseptischer Nekrosen und Perforationen der Hornhaut kommen.
Die neurotrophe Keratopathie wird als seltene Erkrankung eingestuft, die in Europa Schätzungen zufolge bei weniger als 5 von 10.000 Personen auftritt. Aufzeichnungen zufolge kann bei durchschnittlich 6 Prozent der Fälle eine herpetische Keratopathie und bei bis zu 12,8 Prozent der Fälle eine Keratopathie infolge von Herpes Zoster entstehen.
Die Diagnose und insbesondere die Behandlung einer neurotrophen Keratopathie sind die komplexesten Aspekte dieser Erkrankung, da es zurzeit keinen zufriedenstellenden therapeutischen Ansatz gibt.

## Ursachen
Die Hornhaut ist ein avaskuläres Gewebe und zählt zu den am dichtesten innervierten Strukturen des menschlichen Körpers. Die Nerven der Hornhaut sind für die Aufrechterhaltung der anatomischen und funktionalen Integrität der Hornhaut sowie für die Übertragung der Tast-, Temperatur- und Schmerzgefühle verantwortlich und spielen eine Rolle beim Blinzelreflex und beim Tränreflex.
Der Großteil der Nervenfasern ist sensorischen Ursprungs und stammt vom Augenbereich des Nervus trigeminus. Angeborene oder erworbene und systemische Augenerkrankungen können zu einer Verletzung auf unterschiedlichen Ebenen des Nervus trigeminus führen, was wiederum zu einer Einschränkung (Hypästhesie) oder einem Verlust (Anästhesie) der Empfindsamkeit der Hornhaut führen kann.
Die häufigsten Ursachen eines Verlustes der Empfindsamkeit der Hornhaut sind virale Infektionen (Herpes simplex und okularer Herpes Zoster), chemische Verbrennungen, physische Verletzungen, einige Ergebnisse von chirurgischen oder neurochirurgischen Eingriffen an der Hornhaut, die chronische Anwendung topischer Arzneimittel sowie die missbräuchliche Verwendung von Kontaktlinsen.
Zu den möglichen Ursachen zählen außerdem systemische Erkrankungen wie Diabetes, multiple Sklerose oder Lepra.
Es gibt auch andere potenzielle Ursachen der Erkrankung, auch wenn diese weniger häufig auftreten: Verletzungen, die sich im interkraniellen Raum ausbreiten, wie etwa ein Neurom, ein Meningeom oder Aneurysmen, die den Nervus trigeminus komprimieren und die Empfindsamkeit der Hornhaut herabsetzen können.
Sehr selten sind hingegen angeborene Erkrankungen, die eine neurotrophe Keratopathie auslösen können.

## Klassifizierung
Gemäß der Mackie-Klassifizierung kann die neurotrophe Keratopathie je nach Schwere in drei Stadien unterteilt werden:
1. Stadium I: geprägt von Änderungen des Hornhautepithels, das trüb wird und eine oberflächliche Keratopathie sowie ein Hornhautödem aufweist. Eine lang anhaltende neurotrophe Keratopathie kann auch mit einer Hyperplasie des Epithels, Trübheit im Stroma und einer Neovaskularisation der Hornhaut einhergehen.
2. Stadium II: geprägt von sich entwickelnden Epithelschäden, oftmals im Bereich in der Nähe der Mitte der Hornhaut.
3. Stadium III: geprägt von Geschwüren der Hornhaut, die mit einem Stromaödem und aseptischer Nekrose einhergehen, die zu Perforationen der Hornhaut führen könnten.[2]

## Diagnose
Die Diagnose kann im Rahmen einer Patientenanamnese sowie durch eine sorgfältige Untersuchung des Auges und des umliegenden Bereichs gestellt werden.
Hinsichtlich der klinischen Vorgeschichte des Patienten muss einer etwaigen Infektion mit dem Herpes-Virus und möglichen Eingriffen an der Hornhaut, Traumata, der missbräuchlichen Verwendung von Anästhetika oder chronischer topischer Therapien, chemischen Verbrennungen und in manchen Fällen auch der missbräuchlichen Verwendung von Kontaktlinsen besondere Aufmerksamkeit zuteilwerden. Gleichermaßen ist es erforderlich, den Patienten auf eine mögliche Diabetes-Erkrankung oder auf andere systemische Erkrankungen wie der multiplen Sklerose zu untersuchen.
Die klinische Untersuchung wird im Allgemeinen mittels einer Reihe von Bewertungen und Instrumenten durchgeführt:
- Allgemeine Untersuchung der Schädelnerven zur Bewertung der Präsenz von Beschädigungen des Nervensystems.
- Augenuntersuchungen:

1. Vollständige Augenuntersuchung: Untersuchung der Lider, Blinzeln, Präsenz von Entzündungsreaktionen und Absonderungen, Änderungen des Hornhautepithels.
2. Empfindsamkeitstest der Hornhaut: dieser wird durch den Kontakt mit einem Wattestäbchen auf der Oberfläche der Hornhaut durchgeführt, wodurch es möglich ist festzustellen, ob die Empfindsamkeit der Hornhaut normal, eingeschränkt oder nicht vorhanden ist, oder mithilfe eines Ästhesiometers, mit dem sich eine Messung der Hornhautsensibilität vornehmen lässt.
3. Funktionstest des Tränenfilms, wie etwa Schirmer-Test oder Test der Tränenaufrisszeit (tear film break up time).
4. Augenfärbungstests mit Fluorescein, mit denen etwaige Beschädigungen des Hornhautepithels und der Bindehaut festgestellt werden können.

## Behandlung und therapeutische Perspektiven
Eine frühzeitige Diagnose, eine Behandlung entsprechend der Schwere der Erkrankung sowie eine regelmäßige Untersuchung des Patienten, der an einer neurotrophischen Keratopathie leidet, sind von grundlegender Bedeutung, um das Fortschreiten der Beschädigung und das Auftreten von Hornhautgeschwüren zu vermeiden, insbesondere angesichts der Tatsache, dass Verschlimmerungen des Krankheitsbildes oftmals ohne deutliche Symptome verlaufen.
Der Zweck der Therapie besteht darin, dem Fortschreiten der Beschädigung der Hornhaut vorzubeugen und die Heilung des Hornhautepithels zu begünstigen. Die Behandlung ist abhängig von der Schwere der Erkrankung stets individuell zu gestalten. Im Allgemeinen wird auf eine konservative Behandlung zurückgegriffen.
Im weniger schwerwiegenden Stadium I wird durch die Verabreichung von Augenpräparaten mit Schmiereffekt ohne Konservierungsmittel mehrmals pro Tag darauf abgezielt, die Augenoberfläche zu schmieren und zu schützen, wodurch die Qualität des Epithels verbessert und einem möglichen Verlust der Transparenz der Hornhaut vorgebeugt wird.
Im Stadium II muss hingegen der Entwicklung von Hornhautgeschwüren vorgebeugt und die Heilung etwaiger Verletzungen des Epithels begünstigt werden. Abgesehen von Augenpräparaten mit Schmiereffekt kann man zur Vorbeugung möglicher Infektionen auch auf Antibiotika zurückgreifen, ferner muss der Patient einer besonderen Behandlung unterzogen werden: da es sich um eine Erkrankung ohne deutliche Symptome handelt, können in diesem Stadium auch therapeutische Kontaktlinsen verwendet werden, die eine schützende Wirkung ausüben und die Heilung kornealer Verletzungen unterstützen.
Bei schwerwiegenderen Formen (Stadium III) muss abgesehen von Behandlungen mit Kontaktlinsen und Antibiotika auch das Fortschreiten in Richtung einer Hornhautperforation verhindert werden; in diesen Fällen ist eine mögliche chirurgische Behandlung die Tarsorrhaphie, bei der die Lider mittels Naht oder Botulinumtoxin-Injektionen vorübergehend oder permanent verschlossen werden. Dieser Eingriff ermöglicht den Schutz der Hornhaut, auch wenn das ästhetische Ergebnis solcher Eingriffe für den Patienten kaum akzeptabel sein kann. Analog dazu erwies sich ein Eingriff, der die Errichtung einer Bindehautklappe vorsieht, bei der Behandlung chronischer Hornhautgeschwüre mit oder ohne Perforation der Hornhaut als wirksam. Abgesehen von diesen chirurgischen Eingriffen stellt eine Transplantation der Amnionmembran eine weitere Option dar. Wie kürzlich nachgewiesen wurde, spielt diese eine Rolle bei der Stimulierung der Heilung des Hornhautepithels, bei der Verringerung der Neovaskularisation der Hornhaut sowie bei der Entzündung der Augenoberfläche. Zu den anderen Behandlungsmöglichkeiten, die bei schweren Formen angewendet werden, zählt auch die Verabreichung autologer Serumaugentropfen.
Forschungsstudien haben sich auf die Entwicklung neuartiger Behandlungen gegen NK konzentriert, und verschiedene Polypeptide, Wachstumsfaktoren und Neurotransmitter wurden vorgeschlagen. Es wurden Studien zu topischen Behandlungen mit Substanz P und IGF-1 (insulinähnlicher Wachstumsfaktor-1) durchgeführt, wobei eine Wirkung auf die Epithelheilung nachgewiesen wurde. Der Nervenwachstumsfaktor (NGF) spielt eine Rolle bei der Epithelproliferation und -differenzierung und beim Überleben der Hornhaut-Sinnesnerven. Es wurde gezeigt, dass die topische Behandlung mit murinem NGF die Erholung der epithelialen Integrität und Empfindlichkeit der Hornhaut bei NK-Patienten fördert. Vor Kurzem wurde eine Augentropfen-Rezeptur mit rekombinantem humanem Nervenwachstumsfaktor für den klinischen Einsatz entwickelt.
Cenegermin, eine rekombinante Form des menschlichen NGFs (Nervenwachstumsfaktor), wurde kürzlich in Europa in einer Augentropfenformulierung für Neurotrophe Keratopathie zugelassen.